# اماوا مارچاوار
اماوا مارچاوار (به لاتین: Amawa Marchawar) یک منطقهٔ مسکونی در نپال است که در Lumbini Zone واقع شده‌است.

## خصوصیات
اماوا مارچاوار ۳٬۲۲۱ نفر جمعیت دارد.